# نانوکریستال

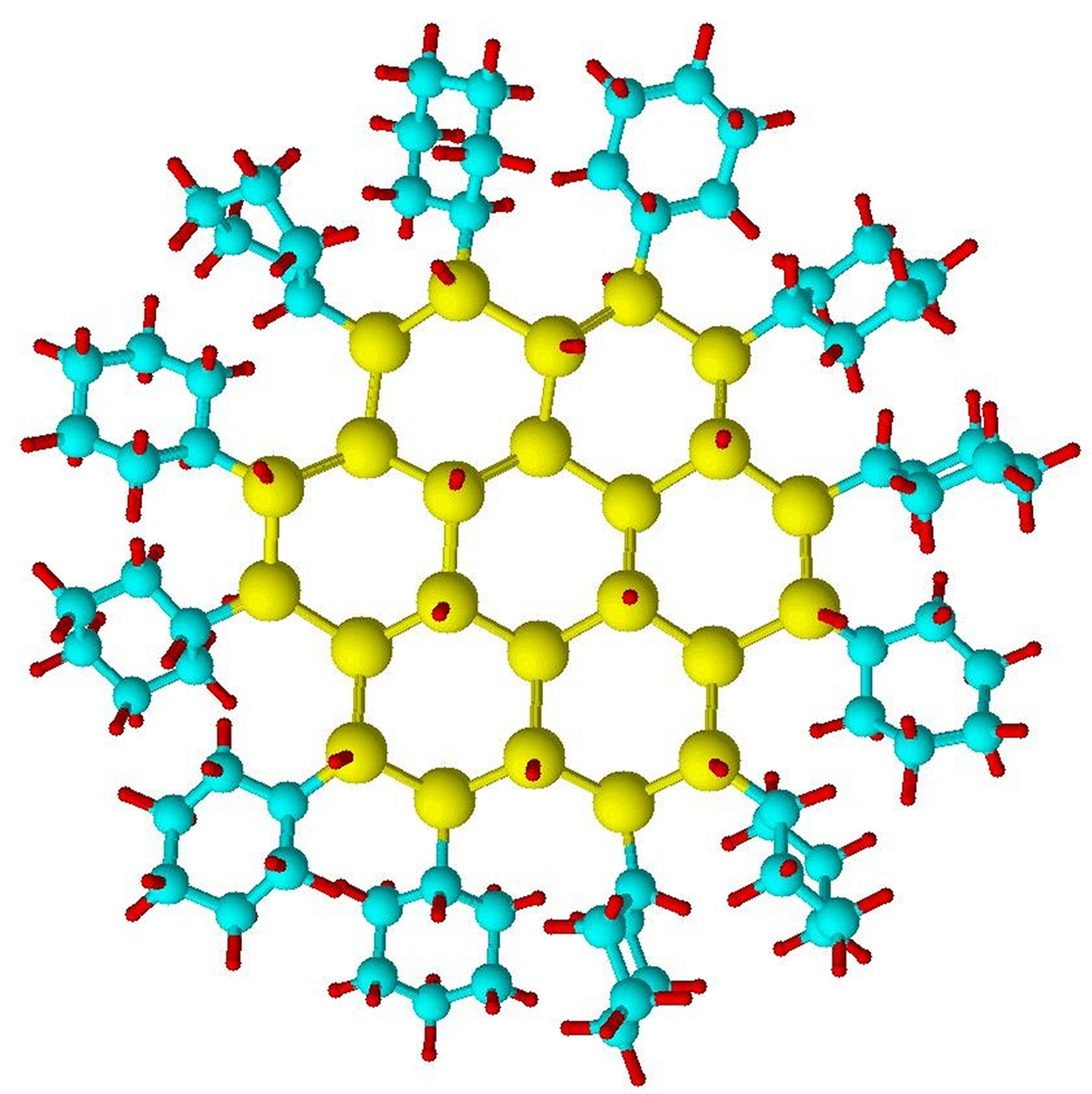
نانوکریستال

موادی که حداقل یکی از ابعاد آن‌ها (طول، عرض یا ضخامت) بین ۱ تا ۱۰۰ نانومتر باشد، نانومواد نامیده می‌شوند. نانومواد با توجه به اندازهٔ ابعاد شان در راستای محورهای مختصات به سه گروه نانو مواد تک بعدی، دو بعدی و سه بعدی تقسیم می‌شوند . 
گروهی از نانو مواد سه بعدی مواد نانوکریستالین یا مواد نانودانه ای است. در این مواد ابعاد دانه‌ها در محدوده نانومتری است.  تمامی مواد از اتم‌ها و یون‌ها تشکیل شده‌اند و همه مواد (غیر از مواد آمورف) نظم اتمی (نظم کریستالی) مشخصی دارند مثال ساده‌اش نمک طعام با فرمول NaCl است که شکل بلوری آن حکایت از نظم درونی دارد یعنی شکل بلوری به نظم اتمی یا یونی بستگی دارد.
دلیل دیده نشدن نظم منظم در خیلی از مواد از جمله فلزات تغییر جهت نظم میکروسکوپی (نظم اتمی یا یونی) در طول یک قطعه ماده است. به این ترتیب که نظم میکروسکوپی در حوزه‌هایی به نام دانه (Grain) یا کریستالیت وجود دارد ولی وقتی از یک دانه به دانه مجاور می‌رویم جهت نظم تغییر می‌کند. توجه شود که نوع نظم در هنگام تغییر دانه‌ها عوض نمی‌شود فقط جهتش تغییر می‌کند. اصطلاحاً به موادی که فقط از یک دانه تشکیل شده باشند تک کریستال گویند.
اگر مواد دارای چندین دانه باشند به آن‌ها مواد پلی کریستالین گویند. اگر در مواد پلی کریستال ابعاد دانه‌ها در محدوده نانومتری قرار داشته باشد به آن‌ها مواد نانوکریستالین گفته می‌شود. مواد نانوکریستال در شکل بالک آن بیشتر به دلیل خواص مکانیکی و تا حدودی شیمی فیزیکی و ساخت قطعه کاربرد دارند. دانه بندی نه تنها در مواد با ابعاد بزرگ (بالک)، بلکه در نانومواد ابعادی (صفر، یک و دو بعدی) هم وجود دارد. مثلاً در صفر بعدی‌ها هر نانوذره خود از تعدادی دانه تشکیل شده باشد.
همچنین از دیگر کاربردهای مواد نانوکریستالین می‌توان به حسگرهای گازی، دی الکتریک‌ها و حافظه‌های مغناطیسی اشاره کرد.

## کاربرد نانوکریستال‌ها در فرایندهای زیست‌محیطی

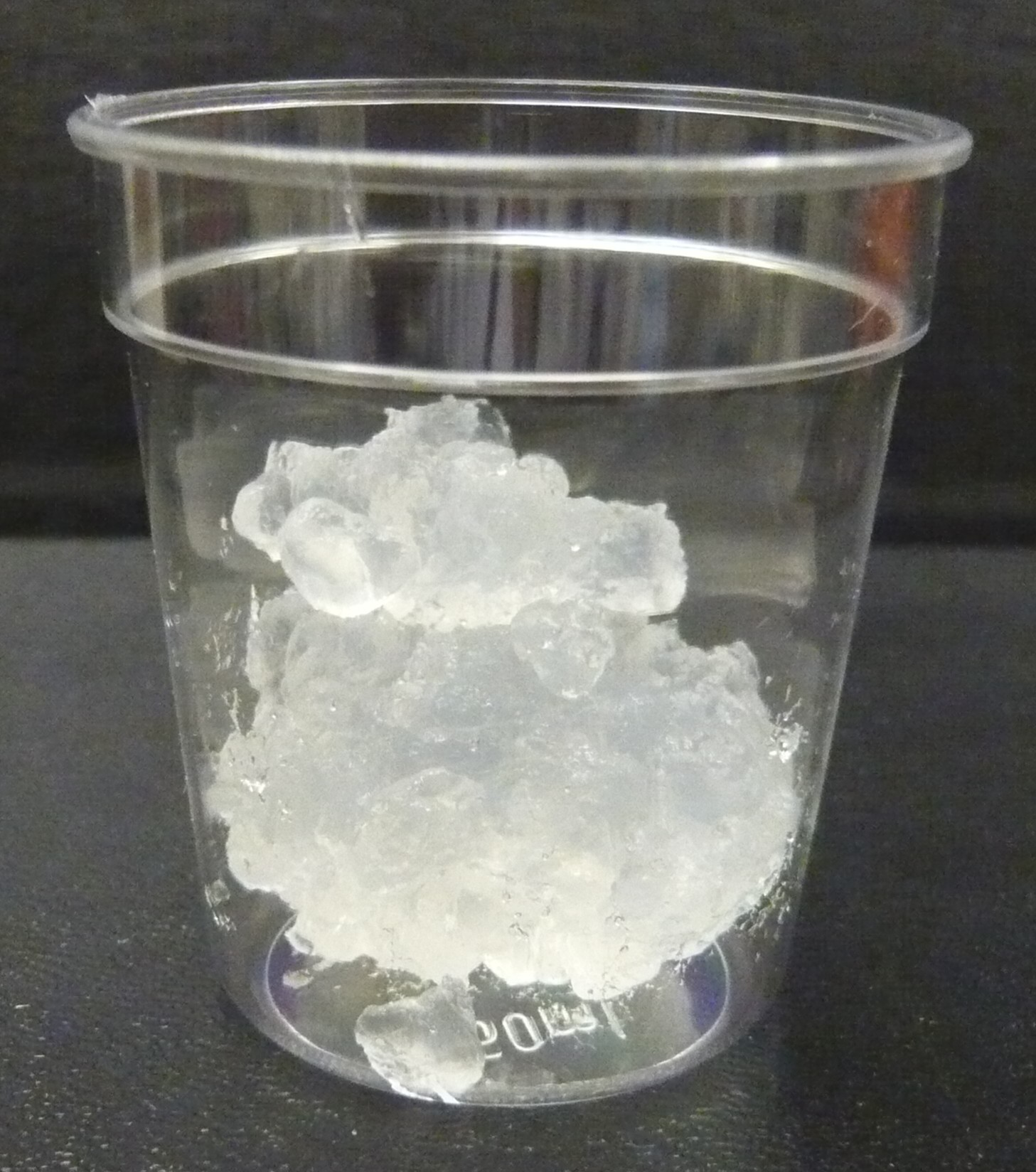
نانوسلولز

یکی از مواردی که در سال‌های اخیر به دلیل زیست تخریب پذیری و قیمت ارزان مورد توجه بوده، سلولز و نانوکریستال سلولز می‌باشد. در این پژوهش از لینتر پنبه با روش هیدرولیز اسیدی و کاربرد مایع یونی برای تهیه نانوکریستال سلولز استفاده شد و شرایط بهینه برای ایجاد کریستال‌های ریز فراهم گردید. تأثیر روش مورد استفاده بر اندازه ذرات و بلورهای نانوکریستال سلولز با دستگاه‌های طیف‌سنجی مادون قرمز تبدیل فوریه (ft-ir)، پراش اشعه ایکس xrd)) و میکروسکوپ الکترونی روبشی (sem) بررسی شدند. نتایج بیانگر این است که کاربرد ترکیب اوره، سود و تیوره به عنوان مایع یونی سبب ایجاد کریستال‌های ریز شده‌است که با بررسی طیف‌های xrd، اندازه بلور در حدود ۱۰–۱ نانومتر بوده و میزان بلورینگی ۶۱–۳٪ به دست آمد. همچین تصاویر sem نشان دهنده اندازه الیاف در ناحیه نانومتر بوده که به‌طور تقریبی در محدوده ۳۰–۲۰ نانومتر می‌باشد.

## کاربرد نانوکریستال‌ها در تکنولوژی ساخت تلویزیون
در سال ۲۰۱۵ شرکت سامسونگ الکترونیکس از آخرین نسل تلویزیون‌های خود موسوم به «SUHD» پرده‌برداری کرد. یکی از ویژگی‌های شاخص این محصول، استفاده از تکنولوژی نانو کریستال است.
سال‌ها پیش با تولد نسل جدید تلویزیون‌های رنگی که اساس کار آن‌ها بر کریستال مایع بود، شرکت‌های سازنده تلویزیون، کم‌کم به این فکر افتادند که از رقیبان خود پیشی بگیرند و در تولید تلویزیون حرفی جدید و منحصربه‌فرد بزنند. در این راستا، بسیاری از این شرکت‌ها برای نمایش طیف وسیع‌تری از رنگ‌ها، به دنبال ماده‌ای بودند که در کنار کریستال مایع، تصویری ایده‌آل و بی‌نظیر ارائه دهد.
با پیشرفت تکنولوژی ساخت ذرات نیمه‌هادی، مواد نانو کریستال بهترین گزینه برای تولید رنگ با دامنه گسترده و نوردهی بالا بود اما متأسفانه از آنجا که تنها راه تولید این ماده استفاده از ماده سمی کادمیوم بود، بسیاری از سازندگان از ادامه مسیر ساخت منصرف شدند یا پروژه کاری خود را متوقف کردند، برخی نیز بی‌توجه به عواقب استفاده از این ماده، از آن در تولید محصولات خود استفاده کردند.
نانو کریستال ماده‌ای است متشکل از ذرات نانومتری که با عبور نور از آن رنگ تولید می‌شود. این ذرات هزاران برابر از قطر یک تار مو ریزتر هستند و به دلیل قابلیت نوردهی منحصربه‌فرد و تولید طیف وسیعی از رنگ در قالب یک لایه، در ساخت پنل تلویزیون‌های سامسونگ به کار رفته‌است. استفاده از این ذرات باعث می‌شود تصویر نهایی که مخاطب می‌بیند واقعی‌تر و با گستره رنگی وسیع‌تری باشد. 
تا به امروز تنها سامسونگ موفق به تولید ماده نانو کریستال فاقد کادمیوم شده و این تکنولوژی نیز انحصاراً در اختیار این شرکت است. عنصر کادمیوم که با نماد Cd نمایش داده می‌شود، ماده‌ای کاملاً سمی و مضر برای انسان است و اتحادیه اروپا استفاده از این ماده را در ساخت تلویزیون ممنوع کرده‌است. en:Cadmium

## کاربرد نانوکریستال در صنعت دارویی
امروزه بسیاری از داروها به دلیل انحلال کم در حلال‌های مایی و غیر مایی، در مراحل اولیهٔ تحقیقات کنار گذاشته می‌شوند. یک راه مناسب برای رفع این مشکل استفاده از نانوکریستال‌ها است که قابلیت استفاده در صنعت و آزمایشگاه را دارند. برای تولید این ساختارها روش‌هایی مانند بکارگیری هموژنایزر با فشار بالا یا استفاده از سایش و همچنین روش رسوبی وجود دارد. این ساختارها تاکنون توانسته‌اند به خوبی جایگاه خود را در بازار و تحقیقات دارویی پیدا کنند و نمونه‌های موفقی از فرمولاسیون را در سطح دنیا معرفی نمایند. ساده‌تر بودن ساخت و نیز عوارض کمتر از ویژگی‌های اصلی این نانوساختارها است که دلیل عمدهٔ آن، عدم نیاز به فرمولاسیون‌های پیچیده برای وارد کردن دارو در ساختار نانو و حفظ پایداری محصول می‌باشد.
نانوکریستال‌های دارویی یکی از مهم‌ترین راه‌های فرمولاسیون برای داروهای کم محلول است که تاکنون معرفی شده‌است. این فرمولاسیون‌ها ساده بوده و نیاز به همراهی ترکیبات دیگر (که خود می‌توانند باعث ایجاد عوارض شوند) برای بهینه‌سازی ندارند. با توجه به آنکه تعداد داروهای معرفی شده کم محلول در حال افزایش است، گمان می‌رود که نانوکریستال‌ها بتوانند در آینده جایگاه مناسبی را در بین فرمولاسیون‌های دارویی برای وارد کردن این داروها داشته باشند.